# Municipio de Jackson No. 2
El municipio de Jackson No. 2 (en inglés: Jackson No. 2 Township) es un municipio ubicado en el condado de Greene en el estado estadounidense de Misuri. En el año 2010 tenía una población de 4255 habitantes y una densidad poblacional de 41,34 personas por km².

## Geografía
El municipio de Jackson No. 2 se encuentra ubicado en las coordenadas 37°17′19″N 93°7′6″O / 37.28861, -93.11833. Según la Oficina del Censo de los Estados Unidos, el municipio tiene una superficie total de 102.93 km², de la cual 102.72 km² corresponden a tierra firme y (0.2%) 0.2 km² es agua.

## Demografía
Según el censo de 2010, había 4255 personas residiendo en el municipio de Jackson No. 2. La densidad de población era de 41,34 hab./km². De los 4255 habitantes, el municipio de Jackson No. 2 estaba compuesto por el 96.76% blancos, el 0.35% eran afroamericanos, el 0.63% eran amerindios, el 0.16% eran asiáticos, el 0.07% eran isleños del Pacífico, el 0.07% eran de otras razas y el 1.95% pertenecían a dos o más razas. Del total de la población el 1.32% eran hispanos o latinos de cualquier raza.